# Óhegy (település)
Óhegy (szlovákul: Staré Hory, németül Altgebirg) község Szlovákiában, a Besztercebányai kerületben, a Besztercebányai járásban. A mai település Alsószarvas (Dolný Jelenec), Felsőszarvas (Horny Jelenec), Kánalja (Polkanová), Bírótelep (Richtárová), Bálinttelep (Valentová), Parasnyó (Prašnica) és Ribó (Rybie) egyesítésével keletkezett.

## Fekvése
Besztercebányától 12 km-re északra, az Óhegyi-völgyben, a Beszterce-patak partján fekszik, az 59-es főút mentén.

## Története
A település valószínűleg a 13. században keletkezett, mint a gazdag ezüst és rézbányák mellé épített bányászfalu. Bányái Besztercebányához tartoztak, hasznukat a város polgárai, majd 1495 után a Thurzók és a Fuggerek húzták. Kohói a 15. század végén már működtek. Oklevél csak 1536-ban említi először, mint Besztercebánya (Banská Bystrica) területén lévő bányásztelepülést. 1546 után a bányák a kamara tulajdonába mentek át, de egyre jobban kimerültek. A 18. század végére megszűnt a bányászat. Lakói szénégetéssel, fakitermeléssel, kézimunkával (hímzés, csipkeverés) foglalkoztak, majd a környék üzemeiben dolgoztak.
A 18. század végén Vályi András így ír róla: „ALTGEBÜRG. Egy kis falu Zólyom Vármegyében, totúl Sztare Hori, lakosai katolikusok, fekszik az előbbeninek szomszédságában. Népes bútsú járások esnek itten, melly e’ helyet nevezetesíti, hajdan a’ réz Bányák között ez a’ leg régibb vólt, de már ma igen kifogyott, föld alatt való úttya nevezetes, mellyen most is járnak némelly emberek. Határja meglehetős termékenységű.”
1828-ban 108 házában 769 lakos élt.
Fényes Elek 1851-ben kiadott geográfiai szótárában így ír a településről: „Altgebirg, (Óvár) (Sztare Hory), tót falu, Zólyom vármegyében, Beszterczéhez északra 2 mfd. a rosenbergi postautban: 769 kath. lak. Kath. paroch. templom. Postahivatal. Olvasztó és érczzúzó mühely. Itt sok piskólczot ásnak. F. u. a kamara.”
A 19. század végén a faluban csipkekészítő iskolát alapítottak, amely a csipkekészítés színvonalának emelése céljából létesült. A csipkéket a besztercebányai piacon értékesítették. A trianoni diktátumig területe Zólyom vármegye Besztercebányai járásához tartozott.
1926-ban a község felett (Alsószarvason) vízierőmű épült. Lakói részt vettek a szlovák nemzeti felkelésben. A községben 1952-ig csipkeverő iskola működött.

## Népessége
| Év:            | 1994. | 2004.   | 2014.    | 2024.   |
| -------------- | ----- | ------- | -------- | ------- |
| Emberek száma: | 438   | 469     | 554      | 582     |
| Eltérés:       |       | +7,07 % | +18,12 % | +5,05 % |

| Év:            | 2023. | 2024.   |
| -------------- | ----- | ------- |
| Emberek száma: | 572   | 582     |
| Eltérés:       |       | +1,74 % |

1910-ben 1877, túlnyomórészt szlovák lakosa volt.
2001-ben 459 lakosából 453 szlovák volt.
2011-ben 528 lakosából 501 szlovák.

## Nevezetességei

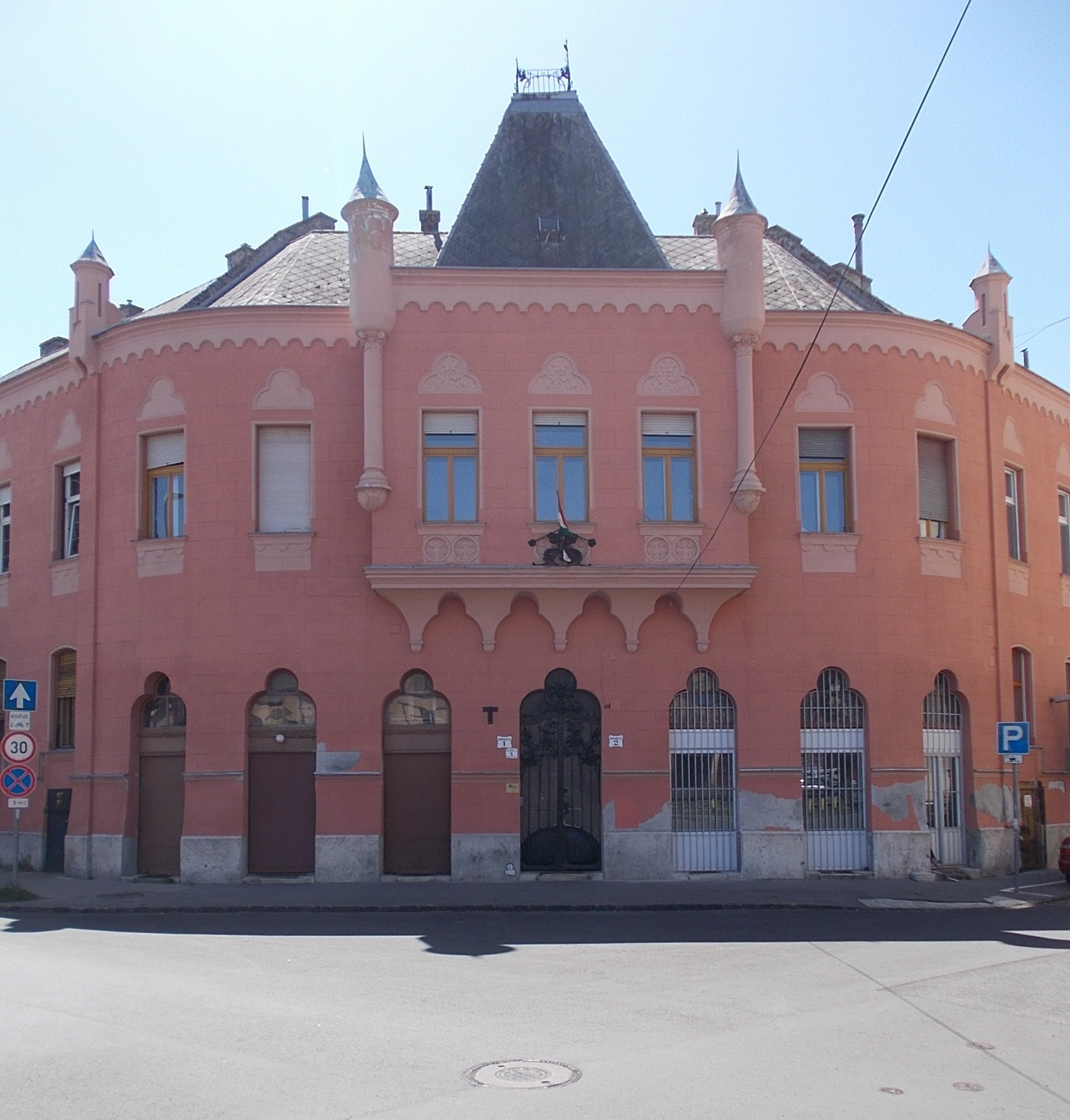
Óhegy, Gergely utca 1

- Szűz Mária Neve tiszteletére szentelt római katolikus temploma 1448 és 1499 között épült, 1587-ben bővítették, mai formáját az 1850-es bővítéssel és klasszicista átépítéssel nyerte el. Eredeti gótikus boltívei ma is láthatók. Főoltárán 16. századi Boldogasszony-szobor áll, maga a főoltár 1681-ben készült. Utoljára 1947-ben renoválták. A templom zarándokhely, ahova az ország minden részéből érkeznek zarándokok.
- A Szent Anna kápolna 1794-ben épült.
- Az egykori bányahivatal épülete a 18. század második felében épült, Besztercebánya város címere díszíti.
- A völgy különböző részein még láthatók a bányászok egykori jellegzetes házai.